# Lupicino
Flavio Lupicino (latino: Flavius Lupicinus; fl. 359-376) è stato un politico romano di età imperiale, magister equitum d'Oriente nel 364-367 e console nel 367.

## Sotto Costanzo e Giuliano
Lupicino venne nominato (359) magister equitum dell'esercito della Gallia da Giuliano, cesare dell'imperatore romano Costanzo II, come successore di Severo.
Nel 360 Giuliano dovette far fronte ad una sommossa in Britannia inviando quattro unità nell'isola: Lupicino venne scelto per guidare la spedizione. Mentre il magister equitum si trovava ancora in Britannia, Costanzo inviò un messaggio a Giuliano, richiedendogli alcune unità da impiegare nella progettata campagna orientale contro i Sasanidi, e dando istruzione che a guidarle fosse proprio Lupicino, che sarebbe stato sostituito da Gomoario. Le truppe galliche, non volendo abbandonare la propria terra, si ribellarono proclamando Giuliano imperatore: Giuliano, non sapendo come avrebbe reagito alla notizia Lupicino, interruppe i rifornimenti via nave all'isola allo scopo di impedire che venisse informato; in seguito fece arrestare Lupicino dopo la propria vittoria.
Durante il regno di Giuliano non occupò alcuna carica.

## Sotto Gioviano e Valente
Il successore di Giuliano, l'effimero imperatore Gioviano (363-364), nominò Lupicino magister equitum d'Oriente (364). La carica venne confermata dal suo successore, Valente (364-378), la cui fiducia Lupicino ripagò rimanendogli leale durante la rivolta di Procopio (365-366): in cambio, Lupicino divenne console per il 367.
Nel 376 era comes rei militari di Valente, quando si occupò di far attraversare il Danubio ai Goti che sfuggivano alle invasioni degli Unni. L'arrivo di una numerosa popolazione mise in difficoltà le capacità logistiche dei Romani di fornire approvvigionamenti ai profughi, e i Goti minacciarono la rivolta; Lupicino invitò ad un banchetto a Marcianopoli i capi goti più turbolenti, tra cui Fritigerno, e cercò di ucciderli: il tentativo fallì, e i Goti si ribellarono, lo sconfissero nella battaglia di Marcianopoli, dando inizio alla guerra gotica (376-382). Lupicino chiese aiuto e rinforzi a Valente, che si trovava con l'esercito ad Antiochia di Siria. Lupicino morì probabilmente nella disastrosa battaglia di Adrianopoli (378), in cui trovò la morte anche Valente.
Cristiano, sotto Valente si occupò della persecuzione degli eretici messaliani d'Oriente.